# Matt Talbot
Matt Talbot, född 2 maj 1856 i Dublin, död 7 juni 1925 i Dublin, var en irländsk romersk-katolsk franciskantertiar och asket. Han förklarades som vördnadsvärd av påve Paulus VI den 3 oktober 1975.

## Biografi
Matt Talbot föddes i en fattig familj. I hans släkt fanns flera personer med problem med alkoholism och Talbot började att dricka vid ung ålder. Vid 13 års ålder hade han utvecklat alkoholism. När han var 28 år gammal upplevde han en omvändelse och avgav ett löfte att aldrig mera nyttja alkohol. Talbot fick arbete vid en brädgård i Dublins hamn. Han levde i bön, fasta och botgörelse och sökte efterlikna de medeltida irländska munkarnas ideal. Talbot hade aldrig gott om pengar, men han var ändå generös mot behövande.

## Bilder
| - Vördnadsvärde Matt Talbots grav i kyrkan Our Lady of Lourdes i Dublin. - Skulptur föreställande vördnadsvärde Matt Talbot vid Talbot Memorial Bridge i Dublin. |